# Masingwaneng
Masingwaneng is een dorp in het district North-East in Botswana. De plaats telt 677 inwoners (2011).